# Gesees (Bad Berneck im Fichtelgebirge)
Gesees ist ein Gemeindeteil der Stadt Bad Berneck im Fichtelgebirge im Landkreis Bayreuth (Oberfranken, Bayern). Gesees liegt in der Gemarkung Neudorf.

## Geografie
Östlich des Dorfes steigt das Gelände zur Geseeser Höhe (529 m ü. NHN) an, die zu den westlichen Ausläufern des Fichtelgebirges zählt. Im Westen grenzen ebene Acker- und Grünflächen an. Eine Gemeindeverbindungsstraße führt nach Bad Berneck im Fichtelgebirge zur Staatsstraße 2460 (1,1 km nordwestlich) bzw. nach Leisau (1,5 km südöstlich).

## Geschichte
Gesees wurde wahrscheinlich im 11. Jahrhundert gegründet. Im Jahr 1317 wurde er als „Mistmanns Gesezze“ erstmals urkundlich erwähnt, 1536 wurde er „Wysmansgeses“ genannt. Die Bewohner waren zu diesem Zeitpunkt dem Kloster Himmelkron abgabepflichtig.
Gegen Ende des 18. Jahrhunderts bestand Gesees mit Birkenhof aus 7 Anwesen (1 Hof, 5 Halbhöfe, 1 Tropfhaus). Die Hochgerichtsbarkeit stand dem bayreuthischen Stadtvogteiamt Berneck zu. Die Dorf- und Gemeindeherrschaft sowie die Grundherrschaft über sämtliche Anwesen hatte das Kastenamt Gefrees.
Von 1797 bis 1810 unterstand Gesees dem Justiz- und Kammeramt Gefrees. Infolge des Ersten Gemeindeedikts wurde der Ort dem 1812 gebildeten Steuerdistrikt Neudorf zugewiesen. Zugleich entstand die Ruralgemeinde Gesees. Sie war in Verwaltung und Gerichtsbarkeit dem Landgericht Gefrees zugeordnet und in der Finanzverwaltung dem Rentamt Gefrees. Mit dem Zweiten Gemeindeedikt (1818) wurde die Gemeinde nach Neudorf eingegliedert. Im Zuge der Gebietsreform in Bayern wurde Gesees am 1. April 1972 nach Bad Berneck im Fichtelgebirge eingemeindet.

### Einwohnerentwicklung
| Jahr      | 001818 | 001819 | 001861 | 001871 | 001885 | 001900 | 001925 | 001950 | 001961 | 001970 | 001987 |
| Einwohner | 53     | 70     | 78     | 79     | 71     | 69     | 60     | 89     | 69     | 46     | 50     |
| Häuser    | 8      |        |        |        | 11     | 11     | 12     | 13     | 12     |        | 13     |
| Quelle    | [ 7 ]  | [ 10 ] | [ 11 ] | [ 12 ] | [ 13 ] | [ 14 ] | [ 15 ] | [ 16 ] | [ 17 ] | [ 18 ] | [ 1 ]  |

## Religion
Gesees ist seit der Reformation evangelisch-lutherisch geprägt und war ursprünglich nach St. Walburga (Benk) gepfarrt, seit der zweiten Hälfte des 19. Jahrhunderts ist die Pfarrei (Bad) Berneck zuständig.